# Tom Eyen
Tom Eyen (né le 14 août 1940 dans l'Ohio et mort le 26 mai 1991 à Palm Beach) est un dramaturge américain.
Il reçoit un Tony Award pour sa comédie musicale Dreamgirls en 1982.

## Principales œuvres
- Pourquoi la robe d'Anna ne veut pas redescendre (adaptée en français par Bernard Da Costa)
- Dreamgirls